# Antonov (podjetje)
Antonov (ukrajinsko Державне підприємство "Антонов") je ukrajinsko podjetje za načrtovanje in proizvodnjo potniških in tovornih letal. Podjetje je v svoji zgodovini zgradilo več kot 22 tisoč letal, od tega veliko večino v času Sovjetske zveze. Sedež podjetja in industrijski kompleks je v Kijevu, Ukrajina. Biro Antonov je 31. maja 1946 ustanovil letalski konstruktor Oleg Konstantinovič Antonov v Novosibirsku. 

## Letala
Antonova letala ima predpono An